# کرن پنس
کَرِن پنس (انگلیسی: Karen Pence؛ زادهٔ ۱۸ نوامبر ۱۹۵۸) آموزگار، معلم و نقاش آمریکایی است که از سال ۲۰۱۷ تا ۲۰۲۱ عنوان بانوی دوم ایالات متحده آمریکا را دارا بود. او با فرماندار سابق ایندیانا و ۴۸امین معاون رئیس‌جمهور ایالات متحده آمریکا، مایک پنس ازدواج کرده‌است. او پیشتر از ۱۴ ژانویه ۲۰۱۴ تا ۹ ژانویه ۲۰۱۷ بانوی اول ایندیانا بود.